# 川俣事件

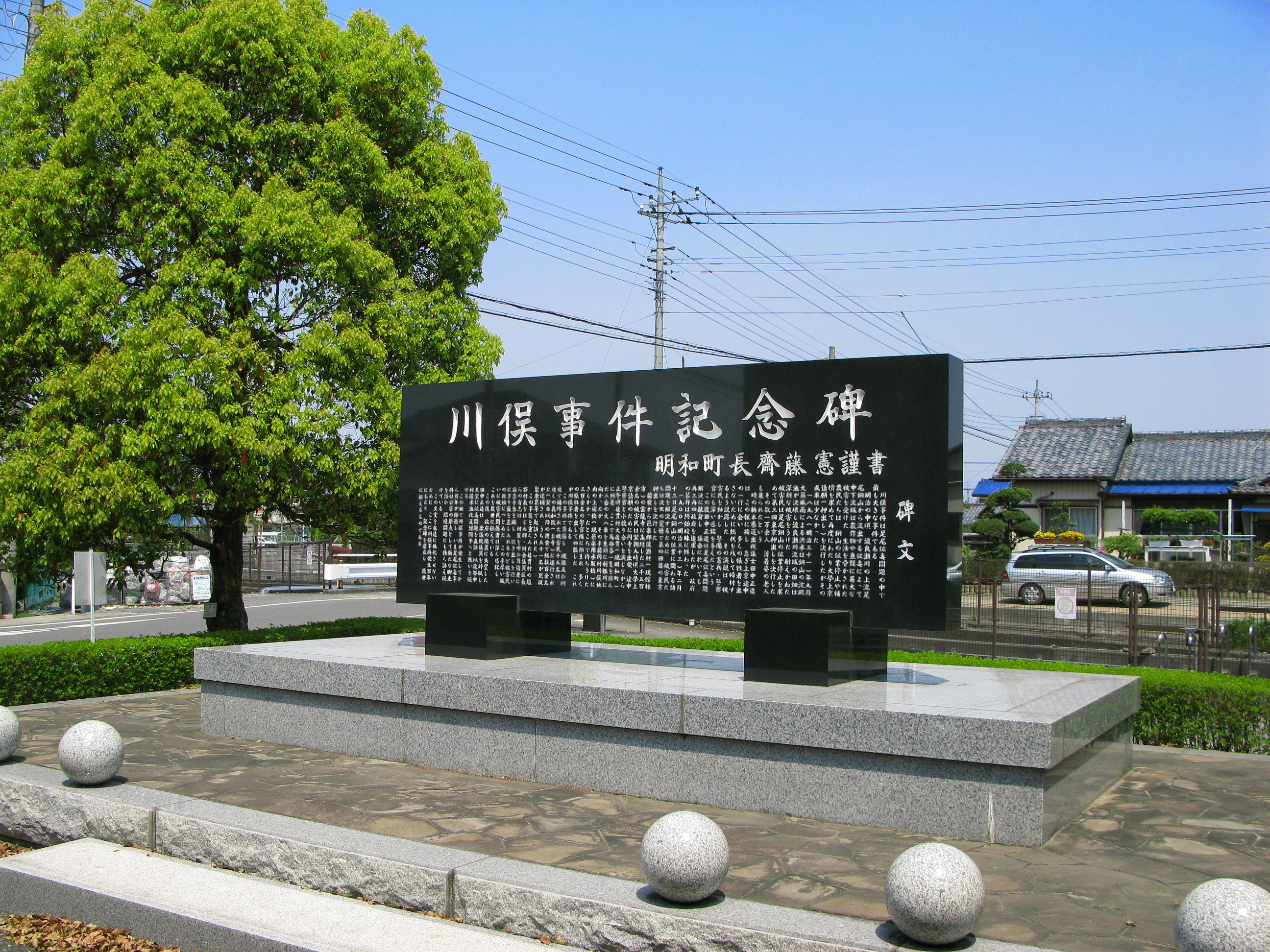
川俣事件記念碑

川俣事件（かわまたじけん）は、1900年2月13日、群馬県邑楽郡佐貫村川俣（現明和町）で、足尾鉱毒事件に関して、政府に請願するために出かける途中の農民と警官が衝突した事件。当時は兇徒聚集事件（きょうとしゅうしゅうじけん）と呼ばれた。

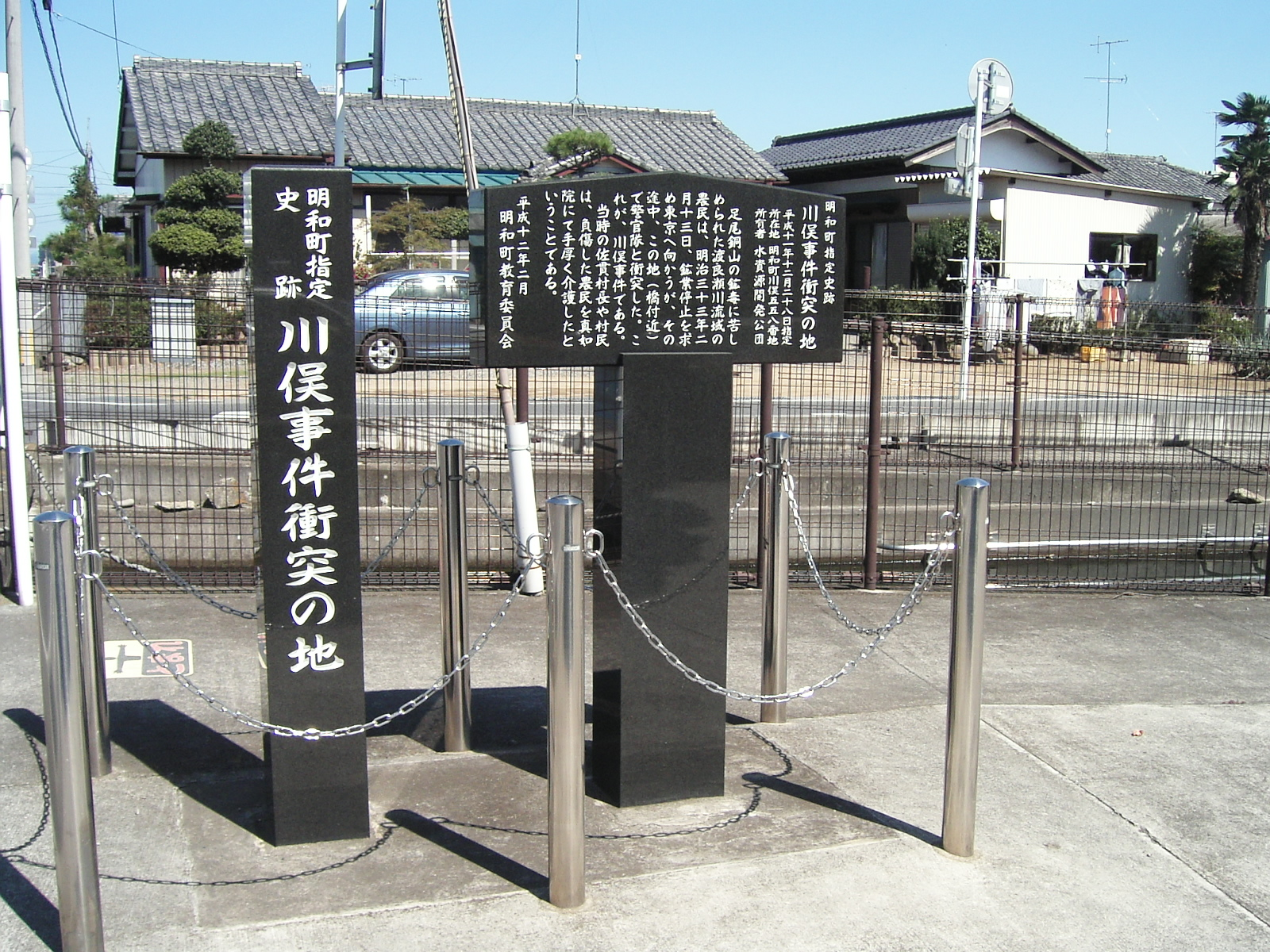
「川俣事件衝突の地」碑

農民67名が逮捕され、うち51名が兇徒聚集罪などで起訴されたが、1902年12月25日、仙台控訴審で起訴無効という判決が下り、実質的に全員不起訴という形で決着した。

## 概要

### 第1回～第3回押出し

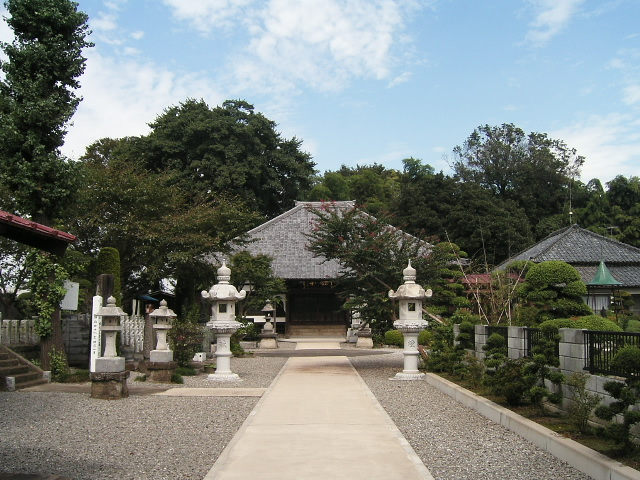
鉱毒事務所がおかれた雲龍寺

足尾銅山による鉱毒被害が増大すると、衆議院議員田中正造の主導の下、1896年10月4日、群馬県邑楽郡渡瀬村（現館林市）にある雲龍寺に、栃木・群馬両県鉱毒事務所がおかれた。
農民らは結束して東京に請願に出かけることにし、1897年3月2日、第1回の請願が行われた。当時、このような活動には名前がなく、農民らは東京大挙押出しと呼んだ。参加者は2000人。農民らは、米を持参して徒歩で数日がかりで東京に向かった。当時、鉄道はあったが、鉱毒被害地から東京までの運賃が、鉱毒で貧困化していた農民らにとっては非常に高かったため、徒歩という方法がとられた。第1回押出しは、榎本武揚農商務大臣との面会に成功し、榎本はこの直後、現地視察を行った。
しかし、榎本の視察があまりにおざなりだと感じた農民らは、同1897年3月24日再度押出しを行った。（実際には、榎本は鉱毒被災地の惨状に大変に驚き、第1次鉱毒調査委員会の設置を即決したことが分かっている）規模は7000人と伝えられる。途中の川俣にあった浮き船橋が、警察によって外されており、怒った農民らは対岸まで泳いで渡って船をつないだ。（単に農民らの到着が遅かったため、という説もある。当時は夜更けには浮き船橋は通常、外されていた）しかし、途中の岩槻町で、警察に芳林寺に押し込められた上に説諭され、惣代75名を除いて帰郷。惣代らも、結局3名が農商務省にたどりついただけで、大臣には面会できずに帰った。
鉱毒調査委員会が銅山に設置を命じた鉱毒沈殿池が決壊し、再び鉱毒が下流に流れて被害を及ぼしたことが主要な原因となり、第3回の押出しが、1898年9月26日に行われた。約10000人が、同様に雲龍寺を起点に東京に向かった。東京府南足立郡渕江村（現東京都足立区）の保木間氷川神社まで、約2500名がたどりついた。ここで、憲兵隊や警察による説得を受けた。このとき、鉱毒事務所でも重要な役割を担っていた田中正造も説得に当たった。当時、田中は与党議員だったため、自身が農商務大臣に直接かけあうことで収拾がつけられると考えていたとされる。農民らは田中の説得に応じ、惣代50名を残し帰郷した。惣代らは、田中の口利きで当時の大石正巳農商務大臣との面会には成功したが、直後に政権は崩壊。田中も野党議員となり、この面会は実を結ばなかった。

### 第4回押出し（川俣事件）
川俣事件の事実に関しては、後の裁判での証言などがまったくかみ合わない。警官と農民の証言がかみ合わないのは当然だが、農民同士の証言も全くかみあっていないため、事実関係の詳細は不明である。裁判も、起訴無効という形で決着したため、事実関係については決着がついていない。多くの研究者は、農民の証言がより正確だと考えているが、それでも説明のつかない部分が多い。
1900年2月、農民らはひそかに会合を開き、次回の押出しの段取りを決めた。前回説得する側に回った田中も、今度は説得することはなく、押出し決行日に合わせて国会で質問することにした。警察に知られるのを防ぐため、決行日は極秘とされ、準備する者だけが農民から農民に口伝で伝えられた。しかし実際は、集会などに警察が探りをいれており、決行日以外の詳細は警察側も知っていた。
2月12日午後11時ごろ、雲龍寺の鐘が途切れることなく連続して打ち鳴らされた。これを合図に、周辺町村の寺も鐘を連続して打ち始めた。その音を聞いて、さらに遠方の寺も鐘を打ち始めた。この合図は、20里（約80キロメートル）は伝わったという。警官に制止された寺もあったが、隣村の別の寺が鐘を打ち続けるため、制止は無駄であった。この合図の仕方は第3回押出しとほぼ同じである。
2月13日午前1時、700から800人の農民が雲龍寺に集結していた。警官は解散を命じたが、農民らは応じなかった。農民らによれば、土足で本堂に上がりこむなど、警官側が乱暴をはたらいたとしている。
同日、朝から、雲龍寺に農民が集結した。その数は不明であるが、鉱毒事務所の発表では1万2000。しかし、このときの人数は警察発表の2500人のほうがより確かだと考える研究者は多い。9時に一行は雲龍寺そばにあった渡良瀬川を渡り、館林町に向かった。群馬県警察部は約50名で監視していたが、一行はこれを突破した。
直後、渡良瀬川右岸の農民らと合流。前述の1万2000という数は、途中で合流した農民を含む数と考える研究者もいる。
館林町入口には10名ほどの警官がいたが一行はこれを突破。途中、11時ごろに館林警察署前で数名が拘引されそうになり、負傷者が出た。警察側は、農民のうち1名が馬で警察署に乗り入れたのが原因としているが、当人は馬ごと拘引されそうになったと証言している。いずれにしても、ここでどのようなやりとりがあったのか詳細は不明である。裁判終結後の農民の言及には、農民側が先に警察署敷地に石を投げ込んだというものもある。
小競り合いのあと、正午すぎに農民らは川俣にある浮き船橋（川俣橋）に向かった。当時、利根川にはほとんど橋がかかっておらず、川を渡れる場所は実質的に川俣しかなかった。しかし、邑楽用水から利根川までの間には警官隊が5重の防衛ラインを張って待っていたため、農民らは船を運んでいる者たちを先導にして先を進んだ。前々回の反省から、この回の押出しでは、橋が外されたときに備えて農民らはあらかじめ船を用意していた。

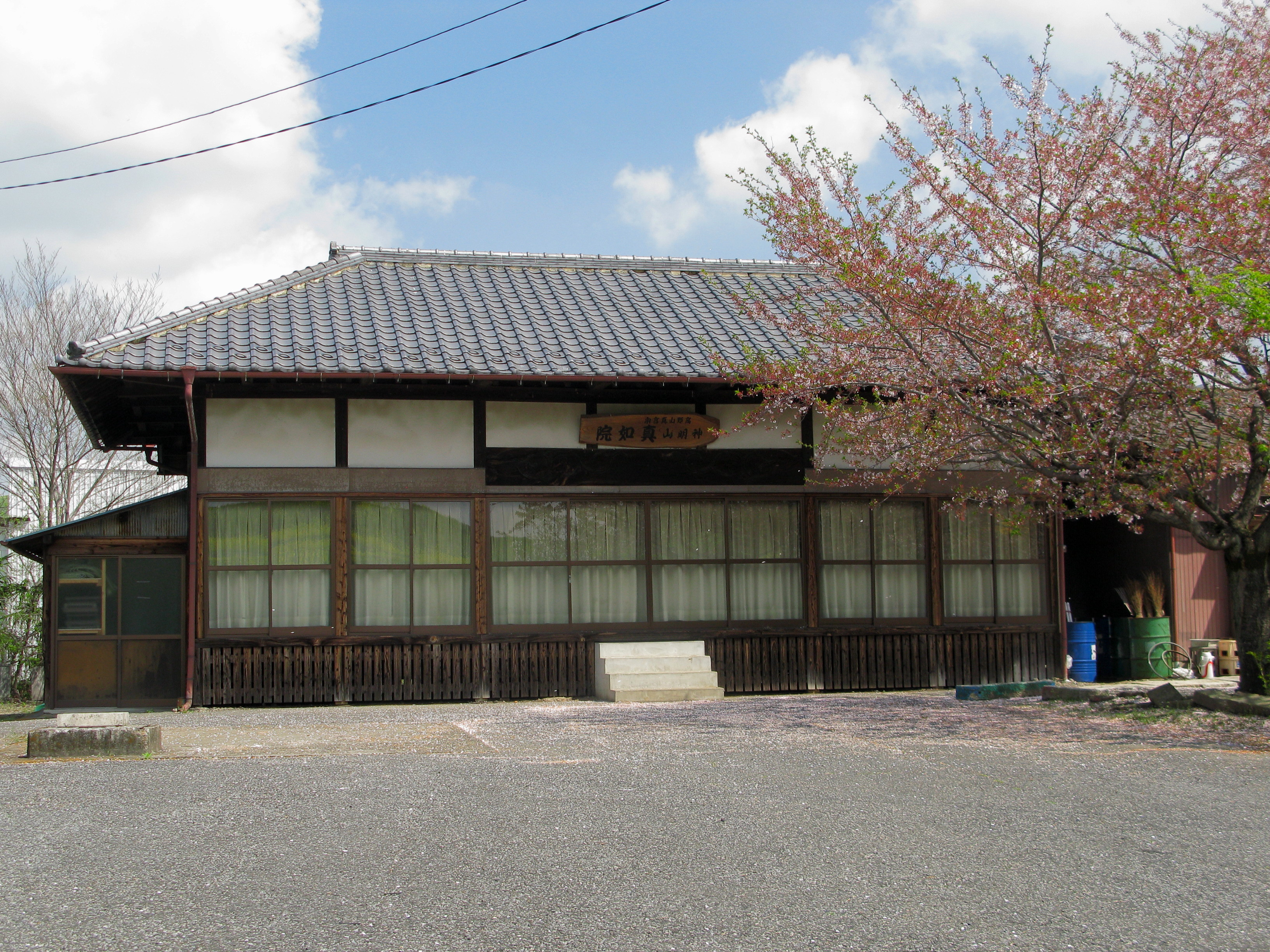
真如寺（神明山真如院）

警官隊は解散命令を発した直後に農民らに殴りかかり、先導の船を運んでいた農民らを相次いで逮捕、拘束した（農民らの証言による）。ただし、先頭の船を運んでいた被告農民の中には、停止命令は聞こえなかったと裁判で主張した者もいる。農民らは川俣にある真如寺に連行され、ここで手当てを受けた。川俣の農民は大多数が農民に同情的であり、ほかにも手当て、看護をした者は多くいたという。この日逮捕された農民は約50名。警察が首謀者、リーダーと目していた人物らは、14、15日に相次いで逮捕され、逮捕者の数は67名となった。
この時点で農民は総崩れとなり、散り散りになった。ルートは不明だが、東京までたどり着いたものも数十名から数百名はいたとみられるが、その後の請願は行われなかった。
一方、田中正造は事実を知らず、国会で鉱毒問題に関する質問を行っていたが、質問後、事件を知ると、2日後に再度事件について質問を行った。なお、押出し決行日は、田中の国会質問日があえて選ばれたものである。
押出しは、第1回から第6回まで武器を持たず、暴力もふるわない形で行われている。このため、事件となった第4回押出しも、農民側が先に警官に暴力をふるった例はないと考える研究者が多い。
当時現場にいた新聞記者らも、裁判で証人として出廷したが、警官隊がサーベルなどの武器を用いたという証言はない。また、農民が武器を使用したという証言もない。警官側が農民に対し砂を投げた、という証言と、警官と農民の両者が砂を投げた、という証言がある。

### 起訴
予審取調べは直後から行われ、7月9日、51名を有罪（起訴相当）、16名が不起訴となった。不起訴となった者は釈放された。取り調べで特に拷問や自白の強要が行われたという記録はない。ただし、調書に、検察側の意図的な聞き誤りが多く含まれるという研究もある。
農民5名が「暴動首魁ノ所為」、雲龍寺住職1名が「暴動教唆ノ所為」、農民17名が「扇動の所為」で、それぞれ重罪、残りの28名は軽罪で起訴された。また、一部の農民は、治安警察法でも起訴された。なお、治安警察法は、事件の起きた1900年2月13日にはまだ成立していない。（旧法よりも、新法である治安警察法のほうが最高刑が軽いため、新法での起訴となったという説もある。ただし、罰金は治安警察法のほうが高額になっている）
1審の前橋地裁では、60余名の大弁護団が組織された。この60名は全員が無償で弁護にあたった。ただし、一度も公判に出席しなかった弁護人も10名いる。10月10日に第1回公判が開かれ、12月22日、判決がおりた。2名が治安警察法で有罪（禁固2ヶ月）、官吏抗拒罪で罰金と禁固（4ヶ月～2年）が27名、無罪21名であった。（被告のうち1名は公判途中で死去）兇徒聚集罪は認められなかったが、当時現場にいなかった、首謀者とされる農民らに重い刑を科すという意味では、検察側の主張に沿った判決となった。
この判決に対し、検察側は控訴。被告側も、無罪となった者も含め50名全員が控訴した。裁判に先立ち、収監されていた22名は1901年1月20日すぎに東京に移されたが、3月28日までには全員がいったん釈放された。（のちに再収監された者はいる）
東京控訴院での2審は、9月20日に第1回公判が開かれたが、裁判の場所が東京に移ったことで、事件は東京のマスコミに注目されることとなった。2審で被告側は、判事らを鉱毒被害地に臨検させることに成功。この臨検にはマスコミも同行し、鉱毒被害は東京のマスコミに広く知られるようになった。特に、萬朝報、毎日新聞（現在の毎日新聞とは無関係）、読売新聞などは、鉱毒や、田中正造の直訴事件を連日のように伝え、学生らが団体で連日、鉱毒被害地や足尾銅山の見学をするなど、世論は沸騰した。

### 第5回、第6回押出し

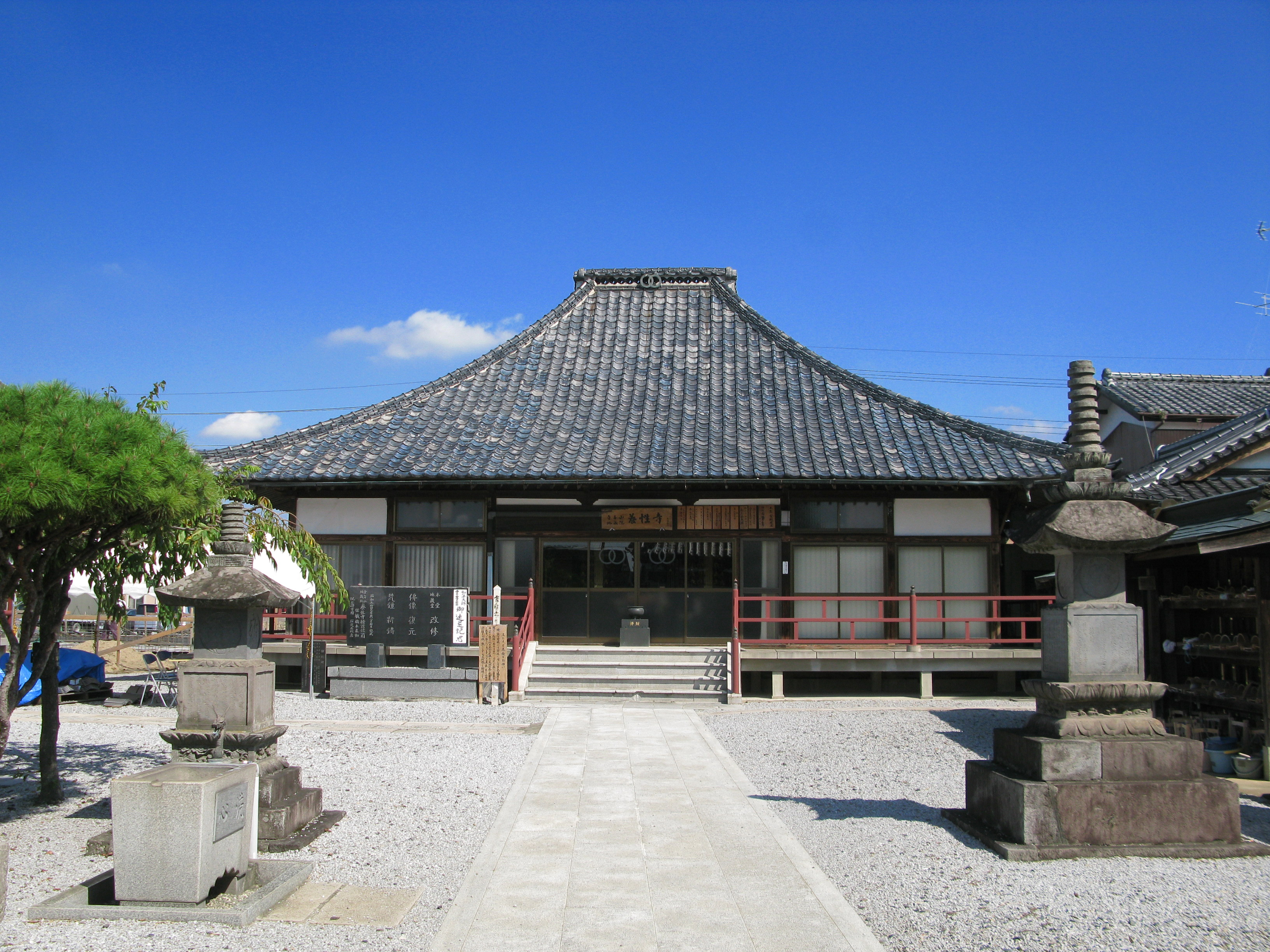
第5回押出しの起点となった養性寺（真言宗豊山派）

判決は1902年3月15日と決まったが、これに合わせて、2月19日、3月2日に、第5回、第6回の押出しが行われた。第5回押出しは、それまでの雲龍寺ではなく、埼玉県利島村（現加須市）の養性寺を起点として行われた。雲龍寺でも農民が1100人程度集結したが、警官の監視が厳しく、実際に東京に向かえたのは養性寺組の700名だけだった。この押出しは、女性が多かったため女押出しとも呼ばれる。女性5名が近衛篤麿貴族院議長との面談に成功した。
第6回押出しも、養性寺を起点として行われ、農民2000名が東京に向かい、うち7名が3月6日に平田東助農商務大臣との面会に成功。大臣は第2次鉱毒調査委員会の設置を確約させることに成功した。ただし、第2次鉱毒調査委員会の設置は、既に閣議決定されていて、公布されていないだけであった。委員会は、実際に3月15日に設置された。別の日に内務省に150名がなだれこんだが、内務大臣は面会を拒否した。

### 2審判決
2審判決は、1名を重禁固15日、2名を罰金とするもので、ほとんど農民側全面勝訴に近いものだった。これに対し、検察側は上告。農民らも、あくまで全員無罪をかちとるために、無罪となった47名を含む全被告が上告した。
大審院では書類のみの審査が行われ、5月11日、大部分の被告を無罪とするのは不当として2審判決を破棄、差し戻しとなった。無罪となった者のうち11名の上告は認められず、この場で無罪が確定した。差し戻し審は仙台控訴院で行われることになった。これを農民らに負担を強いるようしむけたものだと考える研究者もいるが、差し戻し審を前回と別の裁判所で行うのは当時の慣例だったという主張もある。

### 仙台での判決
11月27日、仙台控訴院での第1回公判が開かれたが、仙台の弁護人が、突然、申立書が検事直筆でないため、控訴は無効と主張した。（当時の刑事訴訟法では、裁判で使われる調書類はすべて直筆の署名がないと無効になった）申立書が無効という事実は東京側弁護団や被告には知らされていなかった。実は、検察側が前橋地方裁判所に提出した最初の起訴状そのものも代筆で、そもそも裁判は最初から無効であった。仙台側弁護士は、初公判の時点でこのことにも気づいていたが、軽罪での時効が迫っていたため、あえて裁判を長引かせ、時効を狙うために1審の起訴状については言及しなかった。しかし、公判後、裁判所が署名を点検してこの事実に気付き、12月25日の第2回公判で、1審の起訴状に担当検事の署名がなく、起訴無効という判決がおりた。
仙台の弁護士が、何故、起訴状の署名が代筆だと気づいたのか、遠く離れた前橋の検察官の直筆署名をどうやって手に入れたのかは不明のままである。一説によれば、当時、東北地方の強姦事件の公判で、被害者の調書に被害者本人の署名がないという理由で無罪になることが立て続けにあり、それ以来、仙台の弁護士は調書の署名を注意してみるようになったともいう。なお、のちに法が改正され、被害者の調書については、直筆署名でなくてもよいことになった。
この時点では川俣事件の時効は完成しておらず、検察側は再び1審から起訴をやり直すこともできたが、行わなかった。再度世論が沸騰するのを防ぐためだと考えられている。ただし、第2回公判直前の12月23日に、複数の被告が再収監されており、これを再起訴の準備と見る研究者もいる。

## 事件の影響
事件によって有力な活動家が拘束され、また、活動を行うと逮捕されるかもしれないという不安から鉱毒反対運動が下火になったと考える研究者がいる。田中正造も、1901年当時、同様の主張を行った。
これに対し、第5回、第6回押出しが行われており、鉱毒反対運動の弱体化は、事件や裁判とは関係ないと考える研究者もいる。この説をとる研究者の多くは、1903年秋以降、鉱毒被害地が豊作になったことで運動が弱体化したと考えている。
第6回押出しの次の押出しが行われたのは56年後の1958年6月11日のことで、毛里田村農民らが足尾線で足尾町の古河鉱業に押出しを行った。
衆議院議員であり、農民運動の先導者であった田中正造は、1900年2月15日、事件に関する質問演説を行っている途中で、当時所属していた憲政本党を離党した。

## その後
事件発生百年後の2000年2月13日、群馬県邑楽郡明和町の事件発生現場に、川俣事件記念碑が建てられた。